# Liste der Kulturdenkmäler in Nastätten
In der Liste der Kulturdenkmäler in Nastätten sind alle Kulturdenkmäler der rheinland-pfälzischen Stadt Nastätten aufgeführt. Grundlage ist die Denkmalliste des Landes Rheinland-Pfalz (Stand: 8. Dezember 2023).

## Denkmalzonen
| Bezeichnung                    | Lage                                                | Baujahr | Beschreibung                                                                                        | Bild                           |
| ------------------------------ | --------------------------------------------------- | ------- | --------------------------------------------------------------------------------------------------- | ------------------------------ |
| Denkmalzone Jüdischer Friedhof | südlich der Stadt am Südwesthang des Mühlbachs Lage | 1674    | 1674 angelegt; von einer Mauer umgebenes Areal mit etwa 65 Grabsteinen des 19. und 20. Jahrhunderts | weitere Bilder Fotos hochladen |

## Einzeldenkmäler
| Bezeichnung                                | Lage                                | Baujahr                              | Beschreibung | Bild                           |
| ------------------------------------------ | ----------------------------------- | ------------------------------------ | --- | ------------------------------ |
| Kriegerdenkmal                             | Adolfsplatz Lage                    | 1894                                 | Kriegerdenkmal 1870/71, bezeichnet 1894 | Fotos hochladen                |
| Bahnhof Nastätten                          | Bahnhofstraße 20/22 Lage            | um 1900                              | Bahnhof der Nassauischen Kleinbahn; Industriefachwerk mit Klinkerausfachung, um 1900 | weitere Bilder Fotos hochladen |
| Wohnhaus                                   | Borngasse 3 Lage                    | 18. Jahrhundert                      | Fachwerkhaus, verputzt und verschiefert, wohl aus dem 18. Jahrhundert | BW                             |
| Sohlernscher Hof                           | Borngasse 12, 14a, 14b Lage         | 1690–92                              | Herrenhaus eines Adelshofes, Walmdachbau, teilweise Fachwerk, 1690–92 unter Verwendung älterer Teile, Architekt wohl Johann Christoph Sebastiani; stattlicher Erweiterungsbau für das ehemalige Kaiser-Wilhelm-Heim (Borngasse 14a, 14b): Krüppelwalmdachbau, teilweise Fachwerk, Anfang des 20. Jahrhunderts | Fotos hochladen                |
| Villa                                      | Brühlstraße 2 Lage                  | 1921                                 | kubische Mansarddach-Villa, bezeichnet 1921 | BW                             |
| Grabmal                                    | Friedhofsweg, auf dem Friedhof Lage | 1879                                 | Grabstätte des Justizrats M. Schenk († 1879) | BW                             |
| Katholisches Pfarrhaus                     | Kirchgasse 2 Lage                   | um 1800                              | Fachwerkbau, verputzt und verschiefert, Mansarddach, wohl um 1800 | Fotos hochladen                |
| Katholische Pfarrkirche St. Peter und Paul | Kirchgasse 7 Lage                   | 1655/56                              | fünfachsiger Bruchsteinsaal, 1655/56 | Fotos hochladen                |
| Grabmal                                    | Kirchgasse 7, auf dem Kirchhof Lage | 1825                                 | Grabmal des Franz Georg Freiherr von Sohlern (* 25. Dezember 1795, † 19. November 1824) | Fotos hochladen                |
| Wohnhaus                                   | Oberstraße 2 Lage                   |                                      | Wohnhaus, verputzt und verschiefert, wohl noch mittelalterliches Fachwerk, Kniestock wohl um 1920/30 | BW                             |
| Wohnhaus                                   | Oberstraße 4a Lage                  |                                      | Wohnhaus, teilweise Fachwerk | BW                             |
| Wohnhaus                                   | Oberstraße 8/10 Lage                | 17. oder 18. Jahrhundert             | Doppelhaus; Fachwerkbau, verputzt, wohl aus dem 17. oder 18. Jahrhundert | BW                             |
| Wohnhaus                                   | Oberstraße 20 Lage                  | 17. oder 18. Jahrhundert             | Fachwerkhaus, verputzt, wohl aus dem 17. oder 18. Jahrhundert | BW                             |
| Wohn- und Geschäftshaus                    | Oberstraße 24 Lage                  | zweite Hälfte des 18. Jahrhunderts   | Krüppelwalmdachbau, zweite Hälfte des 18. Jahrhunderts | BW                             |
| Wohnhaus                                   | Oberstraße 26 Lage                  | 17. oder 18. Jahrhundert             | Fachwerkhaus, verputzt und verschiefert, wohl aus dem 17. oder 18. Jahrhundert | BW                             |
| Hofanlage                                  | Oberstraße 36 Lage                  | 1700                                 | Hofanlage; Fachwerkhaus, teilweise massiv, bezeichnet 1700, Fachwerk-Stall und -scheune | BW                             |
| Hahnenmühle                                | Oranienstraße 2 Lage                | erste Hälfte des 19. Jahrhunderts    | stattlicher Putzfachwerkbau, Krüppelwalmdach, wohl aus der ersten Hälfte des 19. Jahrhunderts; rückwärtig Grabenführung mit später geschlossener Radkammer; Mühlenausstattung erhalten | BW                             |
| Wohnhaus                                   | Paul-Spindler-Straße 1 Lage         | 1845                                 | Fachwerkhaus, bezeichnet 1845, Fachwerk wohl aus dem 17. oder 18. Jahrhundert | BW                             |
| Evangelische Pfarrkirche Heilig Kreuz      | Paul-Spindler-Straße 2 Lage         | vor 1479                             | Westturm, wohl spätromanisch, Spitzhelm spätgotisch, Chor von 1479, Schiff 1774 erneuert; Gesamtanlage mit Kirchhof mit alter Einfriedung und Pfarrhaus (Paul-Spindler-Straße 4a) | weitere Bilder Fotos hochladen |
| Evangelisches Pfarrhaus                    | Paul-Spindler-Straße 4a Lage        | 1912                                 | villenartiges Wohnhaus, erbaut 1912 | BW                             |
| Amtsapotheke                               | Poststraße 1 Lage                   | erste Hälfte des 19. Jahrhunderts    | stattliches Wohnhaus, verkleidet und verschiefert, erste Hälfte des 19. Jahrhunderts | BW                             |
| Wohnhaus                                   | Poststraße 16 Lage                  | 17. oder 18. Jahrhundert             | Fachwerkhaus, verputzt und verschiefert, wohl aus dem 17. oder 18. Jahrhundert | BW                             |
| Wohnhaus                                   | Rheingaustraße 2/4 Lage             |                                      | Wohnhaus, verputzt und verkleidet, im Kern wohl noch mittelalterlicher Fachwerkbau | BW                             |
| Wohnhaus                                   | Rheingaustraße 3 Lage               | 1834                                 | klassizistischer Putzfachwerkbau, teilweise verschiefert, Krüppelwalmdach, bezeichnet 1834 | BW                             |
| Wohnhaus                                   | Rheingaustraße 5 Lage               | um 1600                              | Fachwerkhaus, um 1600 | BW                             |
| Wohnhaus                                   | Rheingaustraße 6 Lage               | 16. oder 17. Jahrhundert             | stattliches Fachwerkhaus, verputzt, wohl aus dem 16. oder 17. Jahrhundert, Mansarddach aus dem 18. Jahrhundert | BW                             |
| Wohnhaus                                   | Rheingaustraße 15 Lage              | 16. oder 17. Jahrhundert             | Fachwerkhaus, verputzt, wohl aus dem 16. oder 17. Jahrhundert | BW                             |
| Scheune                                    | Rheingaustraße, neben Nr. 20 Lage   | 1779                                 | Scheune, verputzt und verschiefert, bezeichnet 1779 | BW                             |
| Wohnhaus                                   | Rheinstraße 12 Lage                 | 18. Jahrhundert                      | Fachwerkhaus, teilweise massiv, verputzt, wohl aus dem 18. Jahrhundert | BW                             |
| Altes Rathaus                              | Römerstraße 1 Lage                  | 1609                                 | Fachwerkbau, teilweise massiv, verputzt und verschiefert, 1609 | Fotos hochladen                |
| Wohn- und Geschäftshaus                    | Römerstraße 2 Lage                  |                                      | siebenachsiger barocker Walmdachbau, Ladeneinbau; Gesamtanlage mit Wirtschafts- und Nebengebäude, Umfassungsmauer einschließlich Hofeinfahrt | BW                             |
| Wohn- und Geschäftshaus                    | Römerstraße 23 Lage                 | 19. Jahrhundert                      | dreigeschossiges Wohn- und Geschäftshaus, verputzt, 19. Jahrhundert | BW                             |
| Gasthaus                                   | Römerstraße 25 Lage                 | drittes Viertel des 19. Jahrhunderts | dreigeschossiges Gasthaus, verputzt, drittes Viertel des 19. Jahrhunderts | BW                             |
| Wohn- und Geschäftshaus                    | Römerstraße 31 Lage                 | zweites Viertel des 19. Jahrhunderts | klassizistisches Wohn- und Geschäftshaus, verputzt, wohl aus dem zweiten Viertel des 19. Jahrhunderts, bauzeitliche Freitreppe, Lahnmarmor | BW                             |
| Wohn- und Geschäftshaus                    | Römerstraße 33 Lage                 | 18. Jahrhundert                      | Torfahrthaus, teilweise mit Zierfachwerk, 18. Jahrhundert | BW                             |
| Gasthaus Zur Lilie                         | Römerstraße 49 Lage                 | 1630                                 | Fachwerkbau, teilweise massiv, Krüppelwalmdach, wohl von 1630 | BW                             |
| Wohn- und Geschäftshaus                    | Römerstraße 57 Lage                 | 1860                                 | stattlicher Krüppelwalmdachbau, verputzt und verschiefert, bezeichnet 1860, teilweise wohl mit Fachwerk des 17. oder 18. Jahrhunderts; rückwärtiges Fachwerkhaus, verputzt, wohl aus dem 16. oder 17. Jahrhundert                                                                                             | BW                             |
| Hof Schwall                                | südlich der Stadt am Mühlbach Lage  | 1779                                 | gutshofartige Anlage; stattlicher Krüppelwalmdachbau, bezeichnet 1779; Gesamtanlage mit kleinem Wohnhaus, verputzt und verschiefert, wohl aus der ersten Hälfte des 19. Jahrhunderts, zwei Scheunen, zweite Hälfte des 19. Jahrhunderts, umfriedetem Hausgarten, Sauerbrunnen, um 1860 gefasst                | BW                             |
| Schwaller Mühle                            | südlich der Stadt am Mühlbach Lage  | 18. Jahrhundert                      | stattliches Fachwerkhaus verputzt, Krüppelwalmdach, wohl aus dem 18. Jahrhundert; Gesamtanlage mit Fachwerkscheune und Hausgarten | BW                             |

## Ehemalige Kulturdenkmäler
| Bezeichnung | Lage                | Baujahr                  | Beschreibung | Bild |
| ----------- | ------------------- | ------------------------ | --- | ---- |
| Wohnhaus    | Oberstraße 28 Lage  | 17. oder 18. Jahrhundert | Fachwerkhaus, verputzt und mit Zierverschieferung, bezeichnet 1832, wohl aus dem 17. oder 18. Jahrhundert; aus der Denkmalliste gelöscht | BW   |
| Hofanlage   | Rheinstraße 11 Lage | 17. oder 18. Jahrhundert | Wohnstallhaus, verputzt, teilweise Fachwerk, 17. oder 18. Jahrhundert; Scheune mit Niederlass; abgebrochen und durch Neubau ersetzt      | BW   |